# Fisklösen (Kvillinge socken, Östergötland, 650911-151960)
Fisklösen är en sjö i Norrköpings kommun i Östergötland och ingår i Kilaån-Motala ströms kustområde.